# Центральный банк Аргентинской Республики
Центральный банк Аргентинской Республики (исп. Banco Central de la República Argentina, BCRA) — центральный банк Аргентины, был основан 28 мая 1935 года в форме акционерного общества. В 1946 году банк национализирован. В его функции входит регулирование и контроль за банковской и кредитной системой государства, системой обмена иностранных валют и выпуском денежных знаков.

## Директора банка
|    | Директор банка (в скобках — годы жизни) | Срок полномочий                   | Президент (в скобках — срок полномочий) |  |
| -- | --------------------------------------- | --------------------------------- | --- |  |
| 1  | Эрнесто Босч                            | 31 мая 1935 — 18 сентября 1945    | Иполито Иригойен (1928—1930) Хосе Урибуру (1930—1932) Агустин Педро Хусто (1932—1938) Роберто Ортис (1938—1942) Рамон Кастильо (1942—1943) Артуро Роусон (1943) Педро Пабло Рамирес (1943—1944) Эдельмиро Хулиан Фаррель (1944—1946) |  |
| 2  | Висенте Касарес                         | 24 сентября 1945 — 6 декабря 1945 | Эдельмиро Хулиан Фаррель (1944—1946) |  |
| 3  | Эмилио Карденас                         | 6 декабря 1945 — 25 марта 1946    | Эдельмиро Хулиан Фаррель (1944—1946) |  |
| 4  | Мигель Миранда                          | 25 марта 1946 — 17 июля 1947      | Эдельмиро Хулиан Фаррель (1944—1946) Хуан Доминго Перон (1946—1952) (1952—1955) |  |
| 5  | Доминго Мароглио                        | 17 июля 1947 — 19 января 1949     | Хуан Доминго Перон 1946—1952) (1952—1955) |  |
| 6  | Альфредо Гомес Моралес                  | 19 января 1949 — 3 июня 1952      | Хуан Доминго Перон (1946—1952) (1952—1955) |  |
| 7  | Мигель Ревестидо                        | 4 июня 1952 — 16 сентября 1955    | Хуан Доминго Перон (1946—1952) (1952—1955) |  |
| 8  | Еугенио Фолсини                         | 24 сентября — 10 октября 1955     | Эдуардо Лонарди (1955—1955) |  |
| 9  | Хулио Алисон Гарсиа                     | 10 октября 1955 — 8 июня 1956     | Эдуардо Лонарди (1955—1955) Педро Эухенио Арамбуру (1955—1958) |  |
| 10 | Эухенио Бланко                          | 8 июня 1956 — 13 августа 1956     | Педро Эухенио Арамбуру (1955—1958) |  |
| 11 | Эдуардо Лауренсена                      | 13 августа 1956 — 15 мая 1958     | Педро Эухенио Арамбуру (1955—1958) Артуро Фрондиси (1958—1962) |  |
| 12 | Хосе Масар Барнет                       | 15 мая 1958 — 31 июля 1959        | Артуро Фрондиси (1958—1962) |  |
| 13 | Эусебио Кампос                          | 3 августа 1959 — 28 января 1960   | Артуро Фрондиси (1958—1962) |  |
| 14 | Эустакио Мендес Делфино                 | 28 января 1960 — 31 мая 1962      | Артуро Фрондиси (1958—1962) Хосе Мария Гуидо (1962—1963) |  |
| 15 | Рикардо Пасман                          | 31 мая 1962 — 10 декабря 1962     | Хосе Мария Гуидо (1962—1963) |  |
| 16 | Луис Отеро Монсегур                     | 10 декабря 1962 — 17 октября 1963 | Хосе Мария Гуидо (1962—1963) Артуро Умберто Иллиа (1963—1966) |  |
| 17 | Феликс Элисалде                         | 17 октября 1963 — 30 июня 1966    | Артуро Умберто Иллиа (1963—1966) Хуан Карлос Онганиа (1966—1970) |  |
|    |                                         |                                   | |  |
|    | Адольфо Диц                             | 2 апреля 1976 — 27 марта 1981     | Хорхе Видела (1976—1981) |  |
|    |                                         |                                   | |  |
|    | Доминго Кавальо                         | 2 июля 1982 — 26 августа 1982     | Рейнальдо Биньоне (1982—1983) |  |
|    |                                         |                                   | |  |
|    |                                         |                                   | |  |
|    |                                         |                                   | |  |
| 55 | Мартин Редрадо                          | сентябрь 2004 — 22 января 2010    | Нестор Киршнер (2003—2007) Кристина Фернандес де Киршнер (2007—2015) |  |
| 56 | Мерседес Марко дель Понт                | 3 февраля 2010 — 18 ноября 2013   | |  |
|    |                                         |                                   | |  |
|    | Федерико Штурценеггер                   | 10 декабря 2015 — 14 июня 2018    | Маурисио Макри (2015—2019) |  |
|    | Луис Капуто                             | 14 июня 2018 — 25 сентября 2018   | Маурисио Макри (2015—2019) |  |
|    |                                         |                                   | |  |
|    | Сантьяго Баусили                        | 11 декабря 2023 —                 | Хавьер Милей (2023—) |  |